# Pleisbach
Der Pleisbach (früher auch Pleissbach) ist ein 24,3 km langer linker Zufluss der Sieg.

## Etymologie
Das Gewässer wurde im Jahr 948 als pleisa erstmals urkundlich erwähnt. Der Name leitet sich vermutlich von germanisch *Blaisa mit der Bedeutung „die Schwellende“ ab.

## Geographie

### Quellbäche
Logebach
Der 8,4 km lange Logebach ist der linke Quellbach des Pleisbaches. Er wird manchmal auch als Oberlauf des Pleisbaches angesehen. Der Logebach entspringt auf dem Rheinwesterwälder Vulkanrücken nördlich des Asbergs auf rund 330 m Höhe und auf dem Stadtgebiet von Bad Honnef. Er wird von zwei überregional bedeutenden Verkehrsbauwerken überquert: der 173 m langen Logebachtalbrücke der Eisenbahn-Schnellfahrstrecke Köln–Rhein/Main und der 160 m langen Talbrücke Logebach der Bundesautobahn 3. Der Bach bildet die frühere Grenze zwischen den Kirchspielen und späteren Gemeinden bzw. heutigen Gemarkungen Honnef und Aegidienberg; im Mittelalter wurde er Honnefer Pleisbach genannt. Seine heutige Bezeichnung wurde erst nach dem Zweiten Weltkrieg eingeführt und nimmt auf die frühere Funktion als Grenzbach Bezug.
Quirrenbach
Der 7,5 km lange Quirrenbach ist der rechte Quellbach. Er entspringt auf der Asbacher Hochfläche östlich des Aegidienberger Ortsteils Wülscheid auf rund 260 m Höhe.

### Verlauf
Der Pleisbach entsteht durch den Zusammenfluss von Logebach und Quirrenbach im Pleiser Hügelland in der Nähe der Ortschaft Hüscheid (zu Königswinter) auf einer Höhe von ca. 148 m. Er mündet, bereits in der Kölner Bucht, im Sankt Augustiner Stadtbezirk Niederpleis auf einer Höhe von 54 m ü. NHN in die Sieg.

### Zuflüsse
Nach der Vereinigung fließen dem Pleisbach zu:
- Laubach (links), 1,4 km
- Hebbigsbach (rechts)
- Grummigsbach (links)
- Brudersiefen (rechts)
- Igelsbach (rechts), 2,6 km
- Eisbach (rechts), 3,5 km
- Lützbach (links), 7,2 km
- Lafkaulenbach (links)
- Fuchsbach (rechts), 1,8 km
- Blankenbach (rechts), 2,4 km
- Elsbach (links), 1,3 km
- Teufelsarschbach (links), 3,4 km
- Pützbach (links), 1,6 km
- Selbach (rechts), 0,9 km
- Herrenbach (rechts), 2,1 km
- Lauterbach (links), 8,3 km

## Tunnel
Der Siegauentunnel wurden in seiner Planungsphase um mehr als 1000 m verlängert, um Eingriffe in die als Naturschutzgebiet ausgewiesene Pleisbachaue zu vermeiden.

## Namensgeber
Die zu Königswinter gehörenden Ortschaften Oberpleis und Pleiserhohn und das zu Sankt Augustin gehörige Niederpleis tragen ihre Namen in Anlehnung an den Bach; ebenfalls der Naturraum Pleiser Hügelland.